# Silva Semadeni

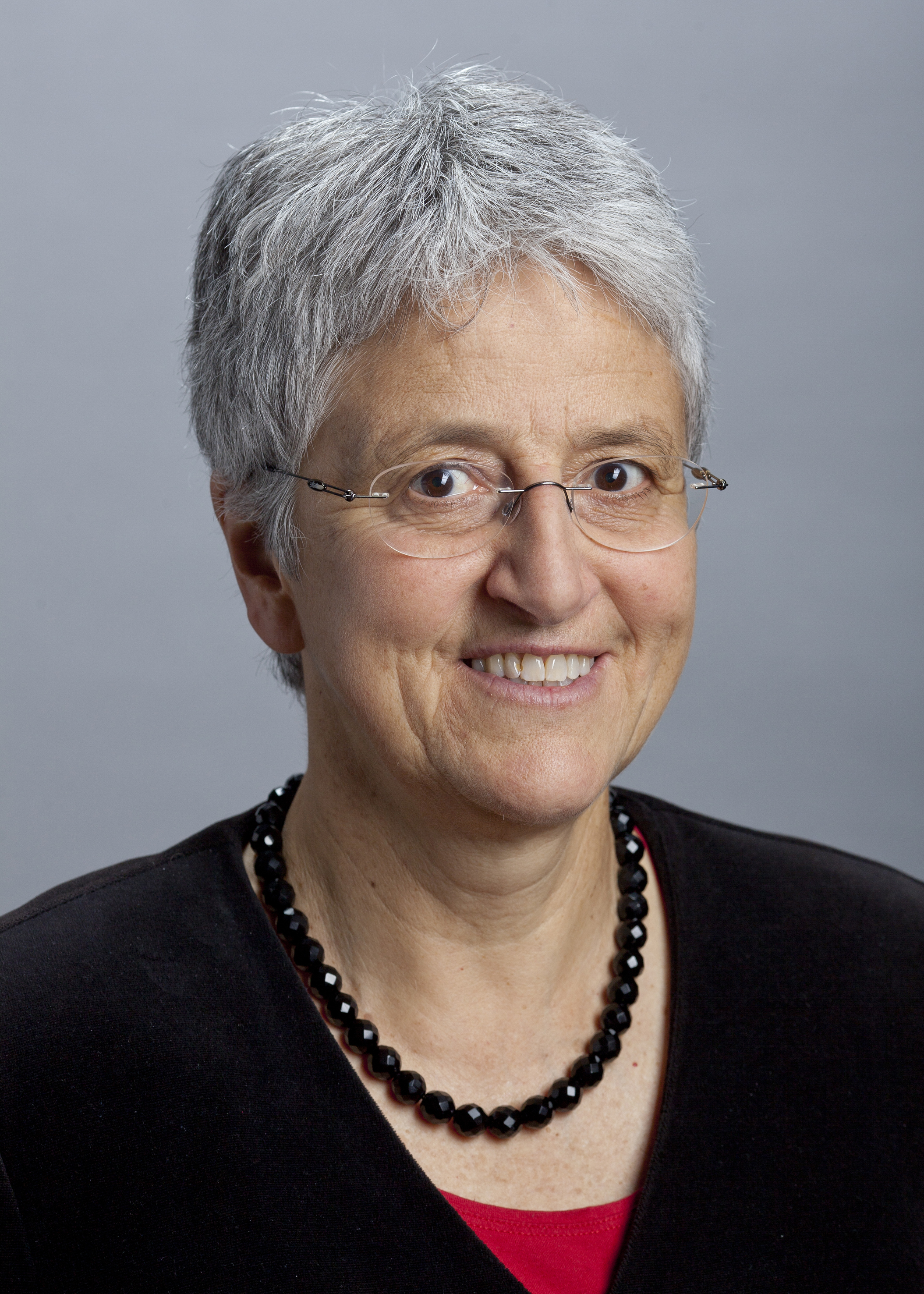
Silva Semadeni

Silva Anita Semadeni (* 8. Februar 1952 in Basel; heimatberechtigt in Poschiavo) ist eine Schweizer Politikerin (SP).

## Leben
Silva Semadeni ist in Poschiavo aufgewachsen. Sie hat an den Universitäten Zürich, Florenz und Berlin Geschichte, Volkskunde und Italienische Literatur studiert und 1981 mit dem Lizenziat abgeschlossen. Semadeni arbeitete als Kantonsschullehrerin. Von 1994 bis 1996 war sie im Gemeinderat (Stadtparlament) von Chur. Von 1995 bis 1999 gehörte sie dem Nationalrat an. 2011 wurde sie erneut in den Nationalrat gewählt, dem sie bis 2019 angehörte. Ihre politischen Schwerpunkte sind Natur, Umwelt, Energie und Kultur.
Sie war von 2002 bis 2018 Präsidentin von Pro Natura und von 2000 bis 2008 Stiftungsrätin von Pro Helvetia. Semadeni war Mitglied der Eidgenössischen Nationalpark-Kommission (ENPK), der Kommission für den Fonds Landschaft Schweiz (FLS). Sie ist Mitglied des Verwaltungsrats der Industriellen Betriebe der Stadt Chur (IBC) und des Stiftungsrats von Pro Kloster St. Johann in Müstair.
Semadeni ist verheiratet und wohnt in Chur.